# 神奈川県第16区
神奈川県第16区（かながわけんだい16く）は、日本の衆議院議員総選挙における選挙区。1994年（平成6年）の公職選挙法改正で設置。

## 区域

### 現在の区域
2022年（令和4年）公職選挙法改正以降の区域は以下のとおりである。20区の設立により大幅に変更され、新たに13区から海老名市が加わった一方、中選挙区時代から同一だった愛甲郡と小選挙区設立当初から同一だった相模原市緑区の一部（旧津久井郡）が14区へ、相模原市南区の一部および座間市の一部が20区へそれぞれ移出され、市区町村の分割は解消された。
- 厚木市
- 伊勢原市
- 海老名市

### 2017年から2022年までの区域
2017年（平成29年）公職選挙法改正から2022年の小選挙区改定までの区域は以下のとおりである。2017年の小選挙区改定により相模原市南区の第26投票区が14区から、座間市の第19〜22投票区が13区からそれぞれ編入された。
- 相模原市[5]
  - 緑区（旧津久井町・相模湖町・藤野町・城山町域）
  - 南区（麻溝・新磯・相模台・相武台各まちづくりセンター管内及び東林まちづくりセンター管内の一部）
    - 麻溝台、麻溝台1〜8丁目、新磯野、新磯野1〜5丁目、磯部、上鶴間、北里1・2丁目、相模台1〜7丁目、相模台団地、桜台、下溝、新戸、相南1丁目19〜24番、相南2丁目13〜16・18〜24番、相南3丁目27〜33番、相南4丁目、相武台1〜3丁目、相武台団地1・2丁目、当麻、双葉1・2丁目、松が枝町、御園4・5丁目、南台1〜6丁目
- 厚木市
- 伊勢原市
- 座間市
  - 相模が丘1〜6丁目
- 愛甲郡

17区と並び、県内でも人口密度が低い地域が割り当てられており、選挙区が広い。小田急線や東名高速道路、国道246号が厚木市・伊勢原市を通る一方、北部の旧相模湖町・藤野町（相模原市緑区北西部）では中央本線や中央道、国道20号が通るなど、地域の統一性がない。更に、区割りの変更によりベッドタウンである小田急相模原駅の西側一帯（相模原市南区西部）が14区から加わった。これにより飛び地はないものの、より一層まとまりのない選挙区になってしまった。

### 2002年から2017年までの区域
2013年（平成25年）公職選挙法改正から2017年の小選挙区改定までの区域は以下のとおりである。相模原市の政令指定都市移行（2010年（平成22年）4月1日）により緑区と南区が2選挙区にまたがることになった。
- 相模原市
  - 緑区（14区に属しない区域：旧津久井町・相模湖町・藤野町・城山町域）
  - 南区（14区に属しない区域）
    - 麻溝台、麻溝台1〜8丁目、新磯野、新磯野1〜5丁目、磯部、上鶴間、北里1・2丁目、相模台1〜7丁目、相模台団地、桜台、下溝、新戸、相武台1〜3丁目、相武台団地1・2丁目、当麻、双葉1・2丁目、御園4・5丁目、南台1〜6丁目[7]
- 厚木市
- 伊勢原市
- 愛甲郡

2002年（平成14年）公職選挙法改正から2013年の小選挙区改定までの区域は以下のとおりである。
- 相模原市（14区に属しない区域）
  - 麻溝・新磯・相模台・相武台の各出張所管内[9]
- 厚木市
- 伊勢原市
- 愛甲郡
- 津久井郡

### 2002年以前の区域
1994年（平成6年）公職選挙法改正から2002年の小選挙区改定までの区域は以下のとおりである。
- 厚木市
- 伊勢原市
- 愛甲郡
- 津久井郡

## 歴史
中選挙区制時代は、相模原市の区域（当時は津久井郡）が神奈川県第3区に、厚木市・伊勢原市・愛甲郡が神奈川県第5区に属した。
中選挙区制時代は自由民主党が強い地域であり、旧神奈川5区時代には亀井善之・河野洋平が覇権を競っていた。小選挙区制になってからは、選挙区内の伊勢原市に本拠を置く亀井善之が当選し続けてきた。しかし、2006年（平成18年）5月に善之が死去したため、これに伴う補欠選挙が同年10月22日に行われ、善之の長男で元秘書の亀井善太郎が当選した。
2009年（平成21年）の第45回衆議院議員総選挙では民主党の後藤祐一が当選した。2012年（平成24年）の第46回衆議院議員総選挙では参議院議員を辞して立候補した自由民主党の義家弘介が小選挙区で当選し、後藤は比例復活した。2014年（平成26年）の第47回衆議院議員総選挙では、小選挙区で後藤が当選し、義家が比例復活した。2017年（平成29年）の第48回衆議院議員総選挙では義家が議席を奪還し、希望の党から出馬した後藤が比例復活に回った。2021年（令和3年）の第49回衆議院議員総選挙では、立憲民主党から出馬した後藤が小選挙区で当選、義家が比例復活した。
このように2009年以降は自民と非自民が交互に当選しており、惜敗率も9割前後で推移するなど、神奈川県有数の激戦区となっていた。2024年（令和6年）の第50回衆議院議員総選挙では後藤が小選挙区で議席を維持し、いわゆる裏金問題で比例重複立候補を許されなかった義家が落選した。

## 小選挙区選出議員
| 選挙名                   | 年     | 当選者     | 党派       | 備考                    |
| ------------------------ | ------ | ---------- | ---------- | ----------------------- |
| 第41回衆議院議員総選挙   | 1996年 | 亀井善之   | 自由民主党 |                         |
| 第42回衆議院議員総選挙   | 2000年 | 亀井善之   | 自由民主党 |                         |
| 第43回衆議院議員総選挙   | 2003年 | 亀井善之   | 自由民主党 |                         |
| 第44回衆議院議員総選挙   | 2005年 | 亀井善之   | 自由民主党 |                         |
| 第44回衆議院議員補欠選挙 | 2006年 | 亀井善太郎 | 自由民主党 | ※亀井善之の死去に伴う。 |
| 第45回衆議院議員総選挙   | 2009年 | 後藤祐一   | 民主党     |                         |
| 第46回衆議院議員総選挙   | 2012年 | 義家弘介   | 自由民主党 |                         |
| 第47回衆議院議員総選挙   | 2014年 | 後藤祐一   | 民主党     |                         |
| 第48回衆議院議員総選挙   | 2017年 | 義家弘介   | 自由民主党 |                         |
| 第49回衆議院議員総選挙   | 2021年 | 後藤祐一   | 立憲民主党 |                         |
| 第50回衆議院議員総選挙   | 2024年 | 後藤祐一   | 立憲民主党 |                         |

## 選挙結果
時の内閣：第1次石破内閣 解散日：2024年10月9日 公示日：2024年10月15日
当日有権者数：38万5502人 最終投票率：53.27%（前回比：2.08%） （全国投票率：53.85%（2.08%））
| 当落 | 候補者名   | 年齢 | 所属党派     | 新旧 | 得票数    | 得票率 | 惜敗率 | 推薦・支持 | 重複 |
| ---- | ---------- | ---- | ------------ | ---- | --------- | ------ | ------ | ---------- | ---- |
| 当   | 後藤祐一   | 55   | 立憲民主党   | 前   | 100,677票 | 50.40% | ――     |            | ○    |
|      | 義家弘介   | 53   | 自由民主党   | 前   | 66,952票  | 33.52% | 66.50% | 公明党推薦 |      |
|      | 伊左次美江 | 63   | 日本維新の会 | 新   | 16,325票  | 8.17%  | 16.22% |            | ○    |
|      | 山本瑞恵   | 57   | 日本共産党   | 新   | 11,437票  | 5.73%  | 11.36% |            |      |
|      | 吉村勝男   | 69   | 無所属       | 新   | 4,364票   | 2.18%  | 4.33%  |            | ×    |

時の内閣：第1次岸田内閣 解散日：2021年10月14日 公示日：2021年10月19日
当日有権者数：46万6042人 最終投票率：55.35%（前回比：3.79%） （全国投票率：55.93%（2.25%））
| 当落 | 候補者名 | 年齢 | 所属党派   | 新旧 | 得票数    | 得票率 | 惜敗率 | 推薦・支持 | 重複 |
| ---- | -------- | ---- | ---------- | ---- | --------- | ------ | ------ | ---------- | ---- |
| 当   | 後藤祐一 | 52   | 立憲民主党 | 前   | 137,558票 | 54.60% | ――     |            | ○    |
| 比当 | 義家弘介 | 50   | 自由民主党 | 前   | 114,396票 | 45.40% | 83.16% | 公明党推薦 | ○    |

時の内閣：第3次安倍第3次改造内閣 解散日：2017年9月28日 公示日：2017年10月10日
当日有権者数：46万8685人 最終投票率：51.56%（前回比：1.85%） （全国投票率：53.68%（1.02%））
| 当落 | 候補者名 | 年齢 | 所属党派   | 新旧 | 得票数    | 得票率 | 惜敗率 | 推薦・支持 | 重複 |
| ---- | -------- | ---- | ---------- | ---- | --------- | ------ | ------ | ---------- | ---- |
| 当   | 義家弘介 | 46   | 自由民主党 | 前   | 110,508票 | 46.91% | ――     | 公明党     | ○    |
| 比当 | 後藤祐一 | 48   | 希望の党   | 前   | 96,128票  | 40.81% | 86.99% |            | ○    |
|      | 池田博英 | 54   | 日本共産党 | 新   | 28,927票  | 12.28% | 26.18% |            |      |

時の内閣：第2次安倍改造内閣 解散日：2014年11月21日 公示日：2014年12月2日
当日有権者数：43万2822人 最終投票率：53.41%（前回比：4.6%） （全国投票率：52.66%（6.66%））
| 当落 | 候補者名 | 年齢 | 所属党派   | 新旧 | 得票数    | 得票率 | 惜敗率 | 推薦・支持 | 重複 |
| ---- | -------- | ---- | ---------- | ---- | --------- | ------ | ------ | ---------- | ---- |
| 当   | 後藤祐一 | 45   | 民主党     | 前   | 103,116票 | 45.83% | ――     |            | ○    |
| 比当 | 義家弘介 | 43   | 自由民主党 | 前   | 101,627票 | 45.17% | 98.56% | 公明党     | ○    |
|      | 池田博英 | 52   | 日本共産党 | 新   | 20,243票  | 9.00%  | 19.63% |            |      |

時の内閣：野田第3次改造内閣 解散日：2012年11月16日 公示日：2012年12月4日 （全国投票率：59.32%（9.96%））
| 当落 | 候補者名 | 年齢 | 所属党派     | 新旧 | 得票数   | 得票率 | 惜敗率 | 推薦・支持       | 重複 |
| ---- | -------- | ---- | ------------ | ---- | -------- | ------ | ------ | ---------------- | ---- |
| 当   | 義家弘介 | 41   | 自由民主党   | 新   | 98,958票 | 40.66% | ――     | 公明党・新党改革 | ○    |
| 比当 | 後藤祐一 | 43   | 民主党       | 前   | 90,881票 | 37.34% | 91.84% | 国民新党         | ○    |
|      | 富山泰庸 | 41   | 日本維新の会 | 新   | 38,058票 | 15.64% | 38.46% | みんなの党       | ○    |
|      | 池田博英 | 50   | 日本共産党   | 新   | 15,494票 | 6.37%  | 15.66% |                  |      |

時の内閣：麻生内閣 解散日：2009年7月21日 公示日：2009年8月18日 （全国投票率：69.28%（1.77%））
| 当落 | 候補者名   | 年齢 | 所属党派   | 新旧 | 得票数    | 得票率 | 惜敗率 | 推薦・支持 | 重複 |
| ---- | ---------- | ---- | ---------- | ---- | --------- | ------ | ------ | ---------- | ---- |
| 当   | 後藤祐一   | 40   | 民主党     | 新   | 167,721票 | 58.80% | ――     |            | ○    |
|      | 亀井善太郎 | 38   | 自由民主党 | 前   | 113,341票 | 39.74% | 67.58% |            | ○    |
|      | 住吉正充   | 35   | 幸福実現党 | 新   | 4,166票   | 1.46%  | 2.48%  |            |      |

当日有権者数：人　最終投票率：%

| 当落 | 候補者名   | 年齢 | 所属党派   | 新旧 | 得票数    | 得票率 | 推薦・支持 |
| ---- | ---------- | ---- | ---------- | ---- | --------- | ------ | ---------- |
| 当   | 亀井善太郎 | 35   | 自由民主党 | 新   | 109,464票 | 54.79% |            |
|      | 後藤祐一   | 37   | 民主党     | 新   | 80,450票  | 40.27% |            |
|      | 笠木隆     | 60   | 日本共産党 | 新   | 9,862票   | 4.94%  |            |

時の内閣：第2次小泉改造内閣 解散日：2005年8月8日 公示日：2005年8月30日 （全国投票率：67.51%（7.65%））
| 当落 | 候補者名 | 年齢 | 所属党派   | 新旧 | 得票数    | 得票率 | 惜敗率 | 推薦・支持 | 重複 |
| ---- | -------- | ---- | ---------- | ---- | --------- | ------ | ------ | ---------- | ---- |
| 当   | 亀井善之 | 69   | 自由民主党 | 前   | 159,268票 | 59.26% | ――     |            | ○    |
|      | 長田英知 | 31   | 民主党     | 新   | 87,991票  | 32.74% | 55.25% |            | ○    |
|      | 桧山千里 | 42   | 日本共産党 | 新   | 21,504票  | 8.00%  | 13.50% |            |      |

時の内閣：第1次小泉第2次改造内閣 解散日：2003年10月10日 公示日：2003年10月28日 （全国投票率：59.86%（2.63%））
| 当落 | 候補者名 | 年齢 | 所属党派   | 新旧 | 得票数    | 得票率 | 惜敗率 | 推薦・支持 | 重複 |
| ---- | -------- | ---- | ---------- | ---- | --------- | ------ | ------ | ---------- | ---- |
| 当   | 亀井善之 | 67   | 自由民主党 | 前   | 125,067票 | 55.36% | ――     |            | ○    |
|      | 長田英知 | 29   | 民主党     | 新   | 82,967票  | 36.73% | 66.34% |            | ○    |
|      | 桧山千里 | 40   | 日本共産党 | 新   | 17,877票  | 7.91%  | 14.29% |            |      |

時の内閣：第1次森内閣 解散日：2000年6月2日 公示日：2000年6月13日 （全国投票率：62.49%（2.84%））
| 当落 | 候補者名 | 年齢 | 所属党派   | 新旧 | 得票数   | 得票率 | 惜敗率 | 推薦・支持 | 重複 |
| ---- | -------- | ---- | ---------- | ---- | -------- | ------ | ------ | ---------- | ---- |
| 当   | 亀井善之 | 64   | 自由民主党 | 前   | 99,966票 | 52.15% | ――     |            | ○    |
|      | 山条隆史 | 37   | 民主党     | 新   | 53,262票 | 27.78% | 53.28% |            | ○    |
|      | 酒井邦男 | 57   | 日本共産党 | 新   | 21,562票 | 11.25% | 21.57% |            |      |
|      | 小泉晨一 | 52   | 自由連合   | 元   | 16,911票 | 8.82%  | 16.92% |            | ○    |

時の内閣：第1次橋本内閣 解散日：1996年9月27日 公示日：1996年10月8日 （全国投票率：59.65%（8.11%））
| 当落 | 候補者名 | 年齢 | 所属党派   | 新旧 | 得票数   | 得票率 | 惜敗率 | 推薦・支持 | 重複 |
| ---- | -------- | ---- | ---------- | ---- | -------- | ------ | ------ | ---------- | ---- |
| 当   | 亀井善之 | 60   | 自由民主党 | 前   | 88,325票 | 51.15% | ――     |            | ○    |
|      | 寺地秀己 | 47   | 新進党     | 新   | 36,295票 | 21.02% | 41.09% |            |      |
|      | 小泉晨一 | 49   | 自由連合   | 前   | 26,799票 | 15.52% | 30.34% |            | ○    |
|      | 青井功   | 48   | 日本共産党 | 新   | 21,264票 | 12.31% | 24.07% |            |      |